# Alice Bourgat
Pour les articles homonymes, voir Bourgat.
Alice Bourgat est une danseuse rythmicienne de l'Opéra de Paris des années 1920.

## Biographie
Elle a trois sœurs : Juliette et Marcelle sont danseuses du ballet de l'Opéra de Paris, Jacqueline est également danseuse.
Elle est engagée par Jacques Rouché pour la classe d'eurythmique du corps de ballet de l'Opéra de Paris. Elle est petit sujet en 1922.
Elle reste à l’Opéra après la fermeture de la section d'eurythmique en 1925.
Alice Bourgat chorégraphie dans les années 1920 une danse cambodgienne et est l’élève du danseur japonais Toshi Komori. 
En 1927, Yvonne Franck et Alice Bourgat font équipe pour un projet qui incluent les étudiantes de l’école de l’Opéra : L'Éventail de Jeanne.

## Répertoire
- 1920 : L'Amour médecin de Molière, musique de Lulli, à la Comédie-Française[5].
- 1922 : Petite Suite, de Debussy[6].
- 1922 : Un démon dans Grisélidis[7]
- 1923 : Princesse Mathilde dans La Nuit ensorcelée, ballet de Léon Baskt[8].
- 1923 : Une dryade dans Cydalise et le Chèvre-pied, création le 15 janvier à l'opéra de Paris[9].
- 1925 : Danses japonaises, à l'Opéra[10], puis au théâtre Fémina[11],[12].
- 1927 : Padmâvatî, mise en scène de Pierre Chéreau[13],[14].
- 1929 : Danses japonaises, au théâtre Fémina[15].
- 1929 : Les Furies avec Valeria Ellanskaia dans Persée et Andromède ou Le plus heureux des trois, musique de Jacques Ibert, mise en scène de Pierre Chéreau, chorégraphie de Léo Staats, créé au Palais Garnier, le 15 mai[16].

## Chorégraphies
- 1933 : La Fille de Figaro, de Maurice Hennequin et Hugues Delorme, musique de Xavier Leroux, Salle Iéna[17]
- 1933 : La Damnation de Faust, sous la direction d'orchestre de Joseph-Eugène Szyfe, mise en scène Pierre Chéreau, à l'Opéra de Paris[18].

## Iconographie
- Portrait en pied en grande toilette espagnole par Noboru Hasegawa[19],[20].